# Premi Mercury
El Premi Mercury (en anglès Mercury Prize), també conegut com a Premi Musical Mercuri i, més recentment, com el "Barclaycard Mercury Prize" per motius de patrocini, és un premi anual de música al millor àlbum del Regne Unit o Irlanda. Va ser establert per l'Associació Britànica de Discogràfiques i BARD el 1992 com un alternatiu als premis Brit. Originalment va ser patrocinat per Mercury Communications (ara desaparegut) i més tard per Technics, entre 2002 a 2004 per Panasonic, de 2004 fins a 2008 per Nationwide Building Society i des de març de 2009 per Barclaycard.
Normalment el lliurament del Premi Mercury té lloc al setembre, encara que els àlbums candidats s'anuncien al juliol. Sovint els grups que són candidats o que guanyen el premi tenen un gran augment en vendes del seu àlbum, especialment quan els candidats són poc coneguts. Les nominacions són triades per un jurat de músics, periodistes i altres figures de la indústria musical del Regne Unit i Irlanda.
Fins avui, PJ Harvey és l'única artista que ha guanyat aquest premi en més d'una ocasió (en 2001 i 2011). També va ser la primera solista femenina a rebre el premi.

## Guanyadors i candidats
| Any  | Guanyador                                                      | Candidats | Ref.   |
| ---- | -------------------------------------------------------------- | --- | ------ |

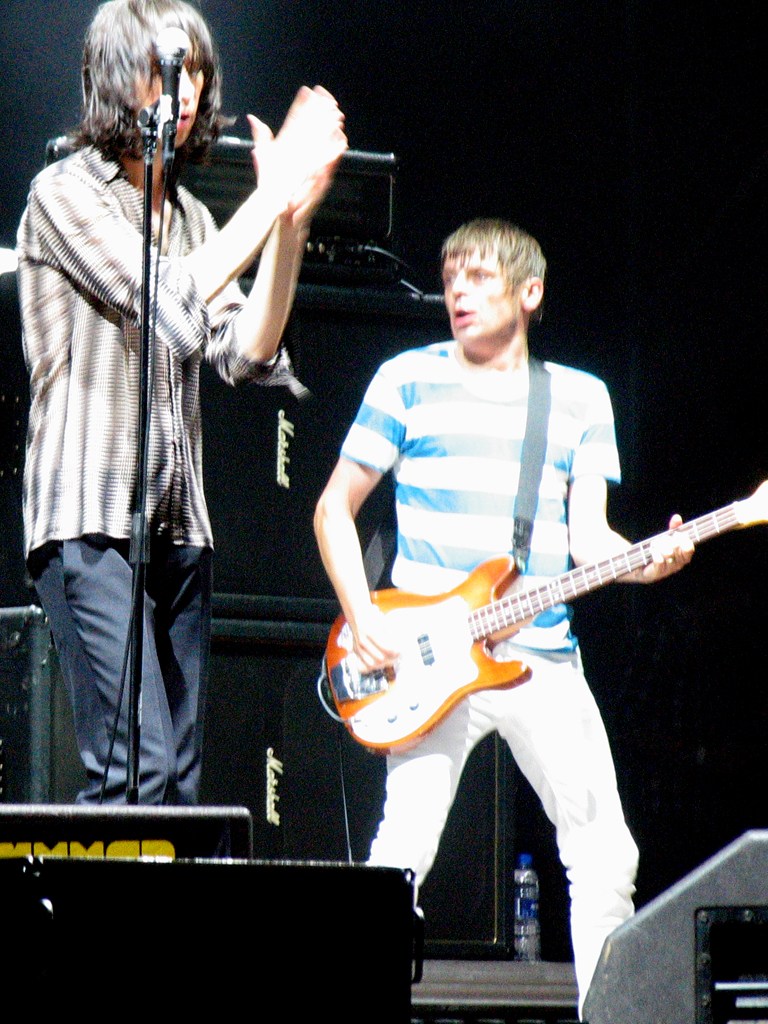
Primal Scream, guanyador inaugural

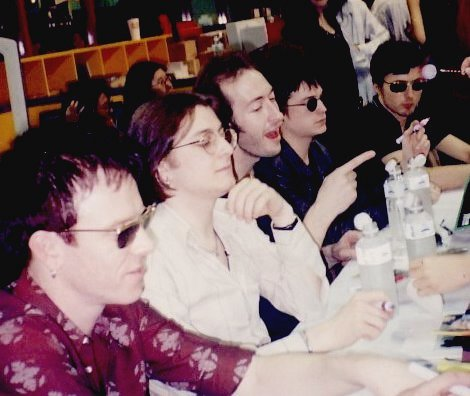
Suede, guanyadors el 1993

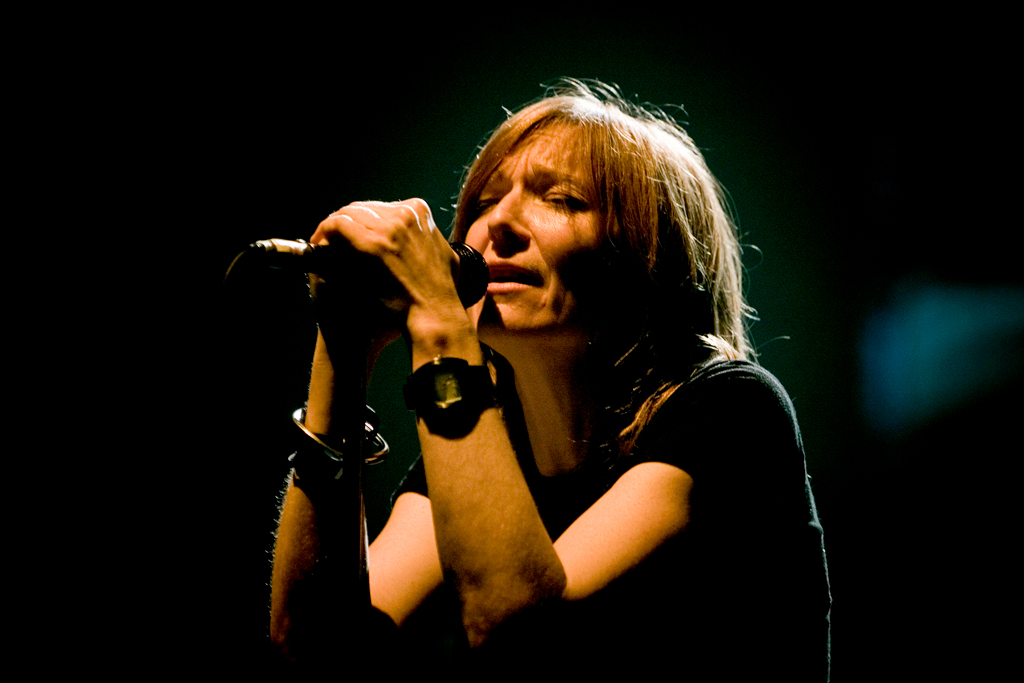
Beth Gibbons, de Portishead, guanyadors el 1995

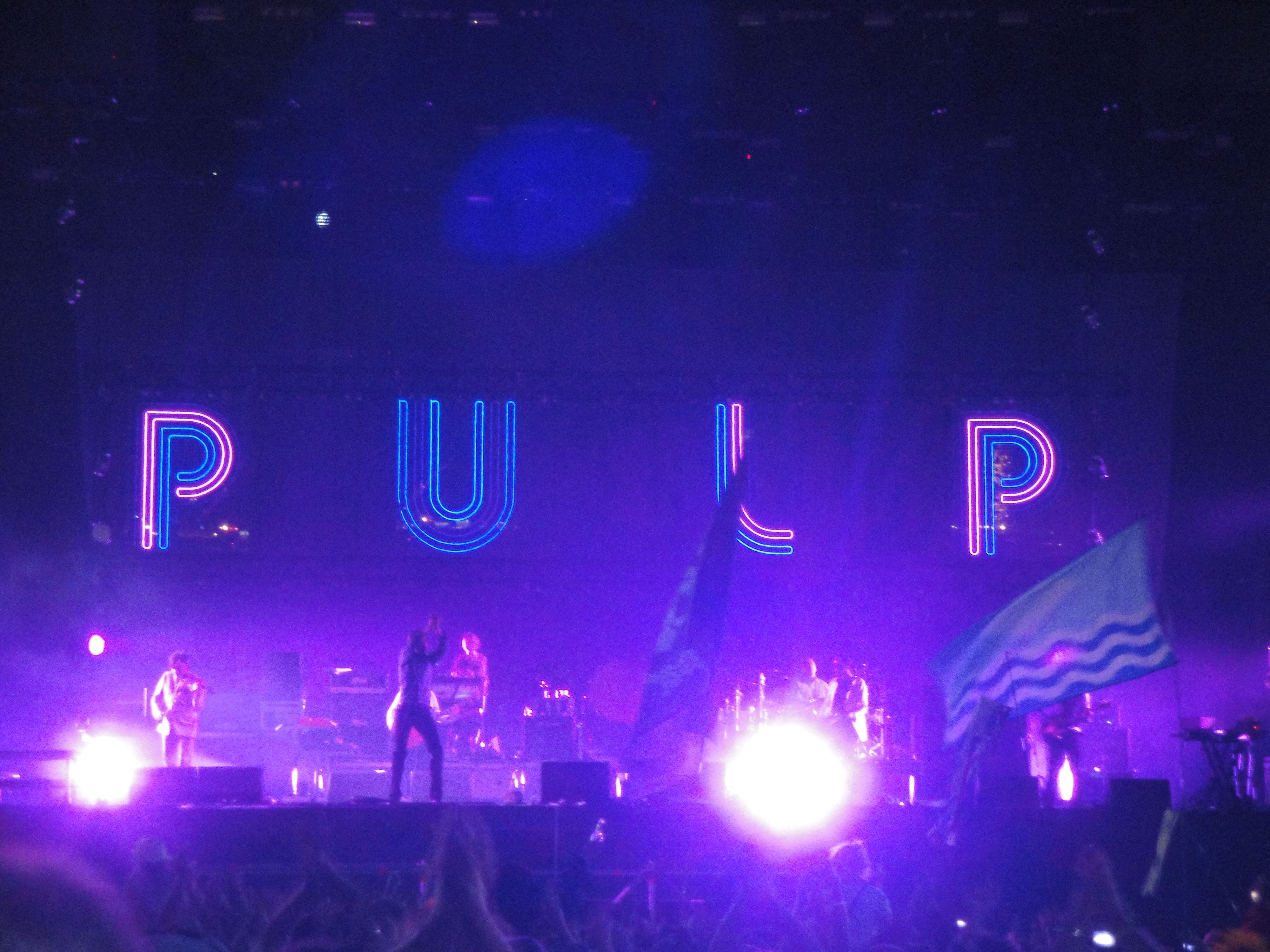
Pulp, guanyadors el 1996

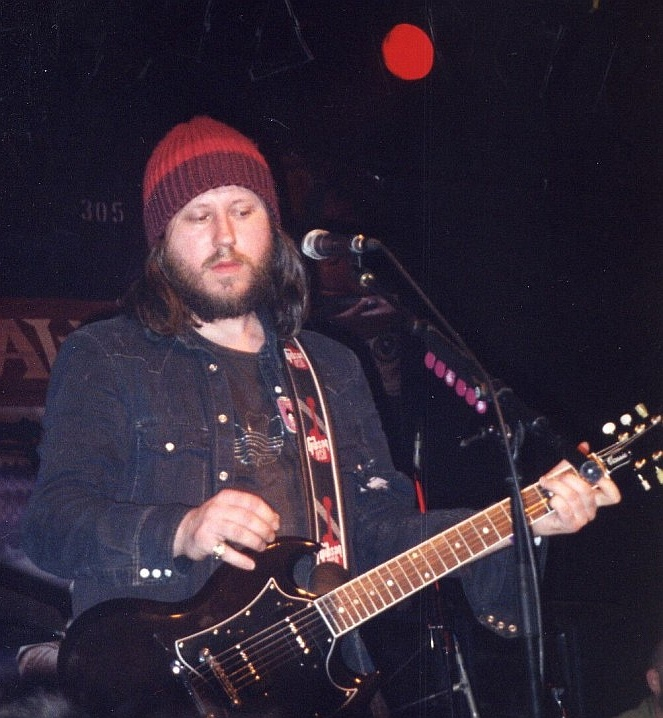
Badly Drawn Boy, guanyador el 2000

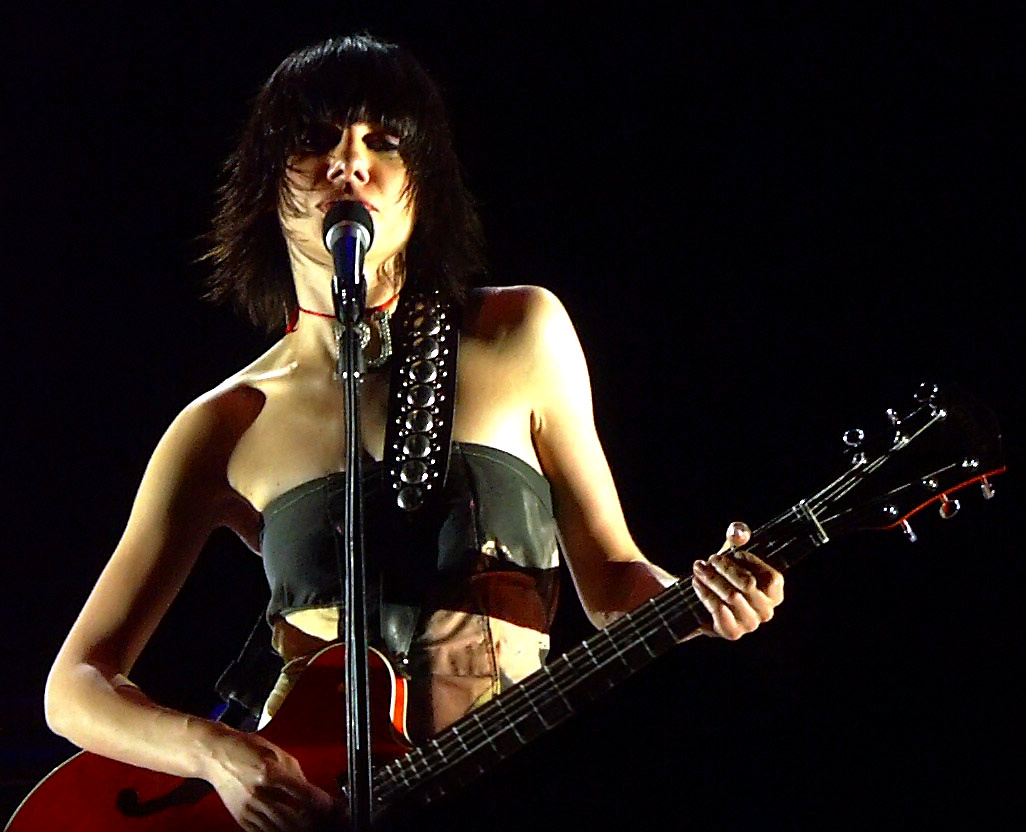
PJ Harvey, guanyadora el 2001 i 2011

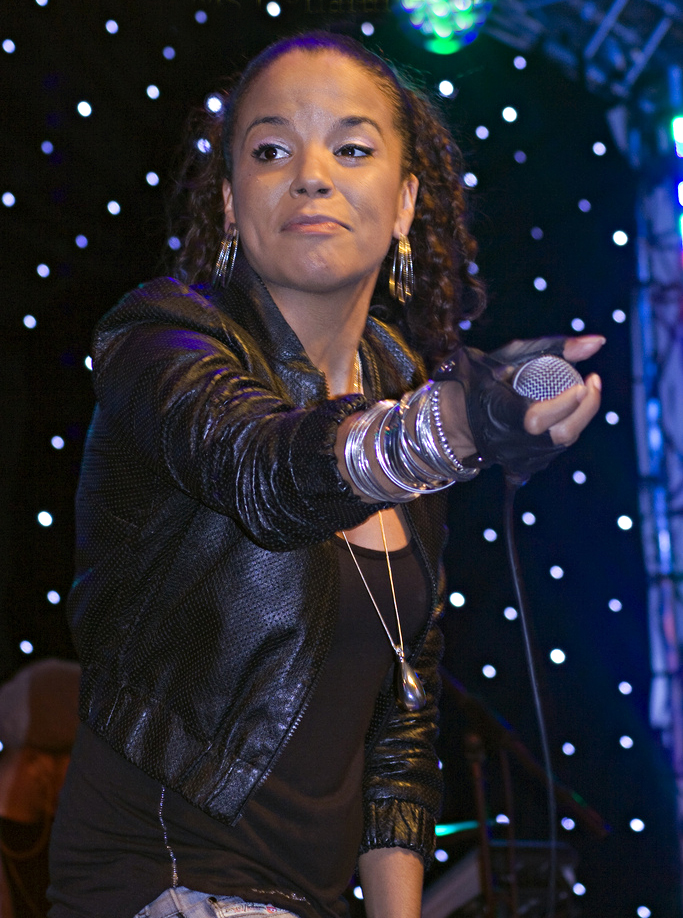
Ms. Dynamite, guanyadora el 2002

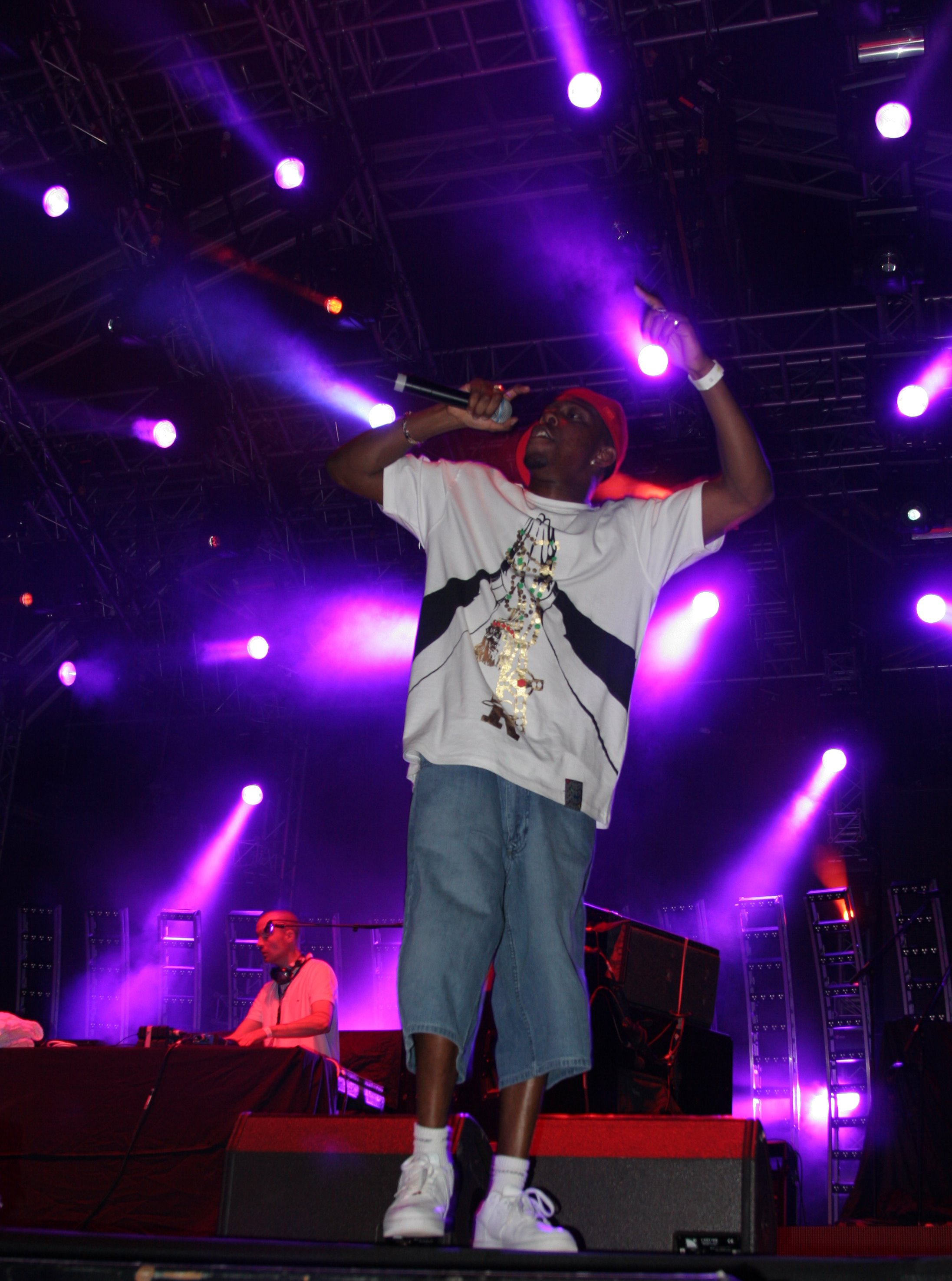
Dizzee Rascal, guanyador el 2003

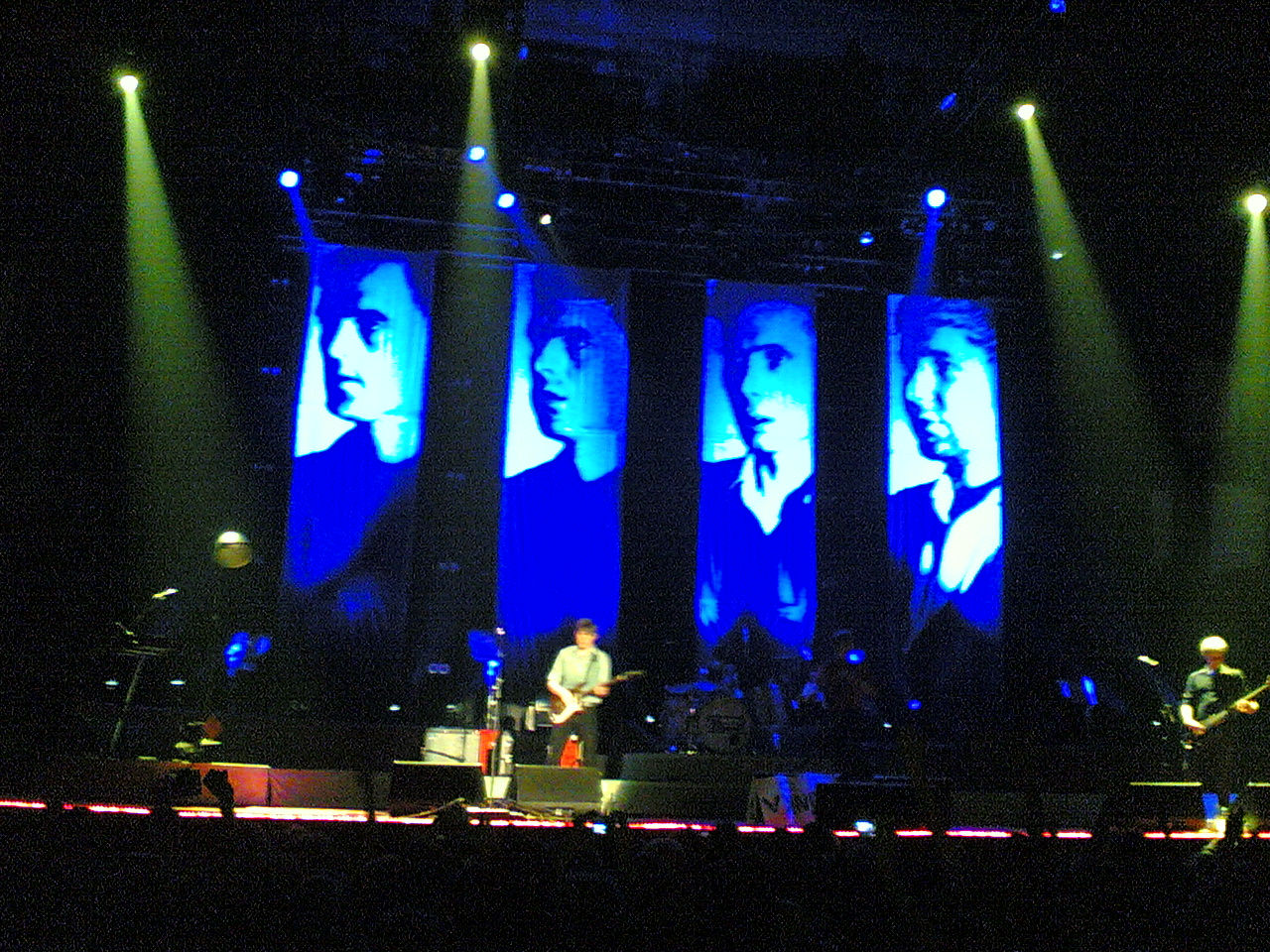
Franz Ferdinand, guanyadors el 2004

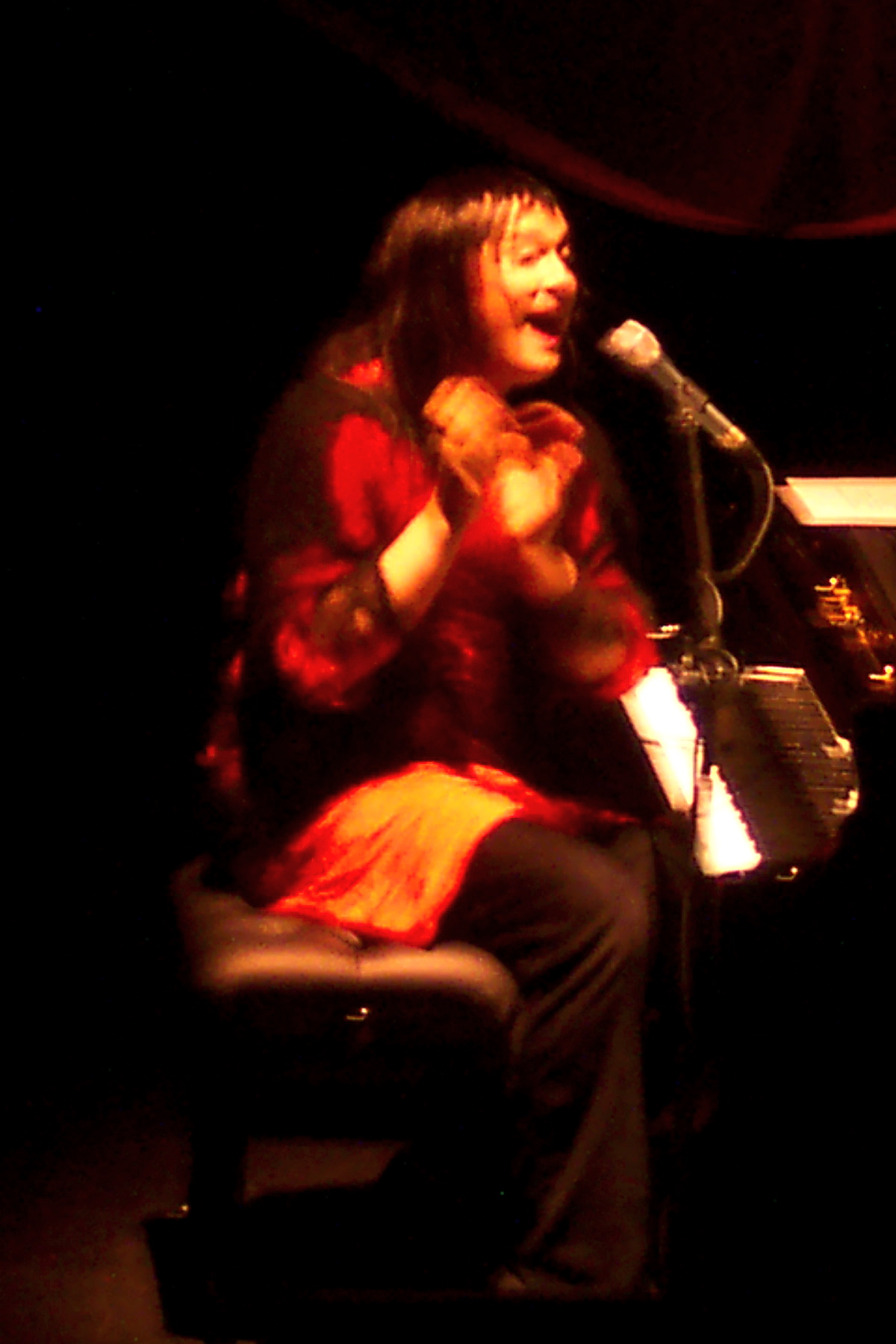
Antony Hegarty, d'Antony and the Johnsons, guanyadors el 2005

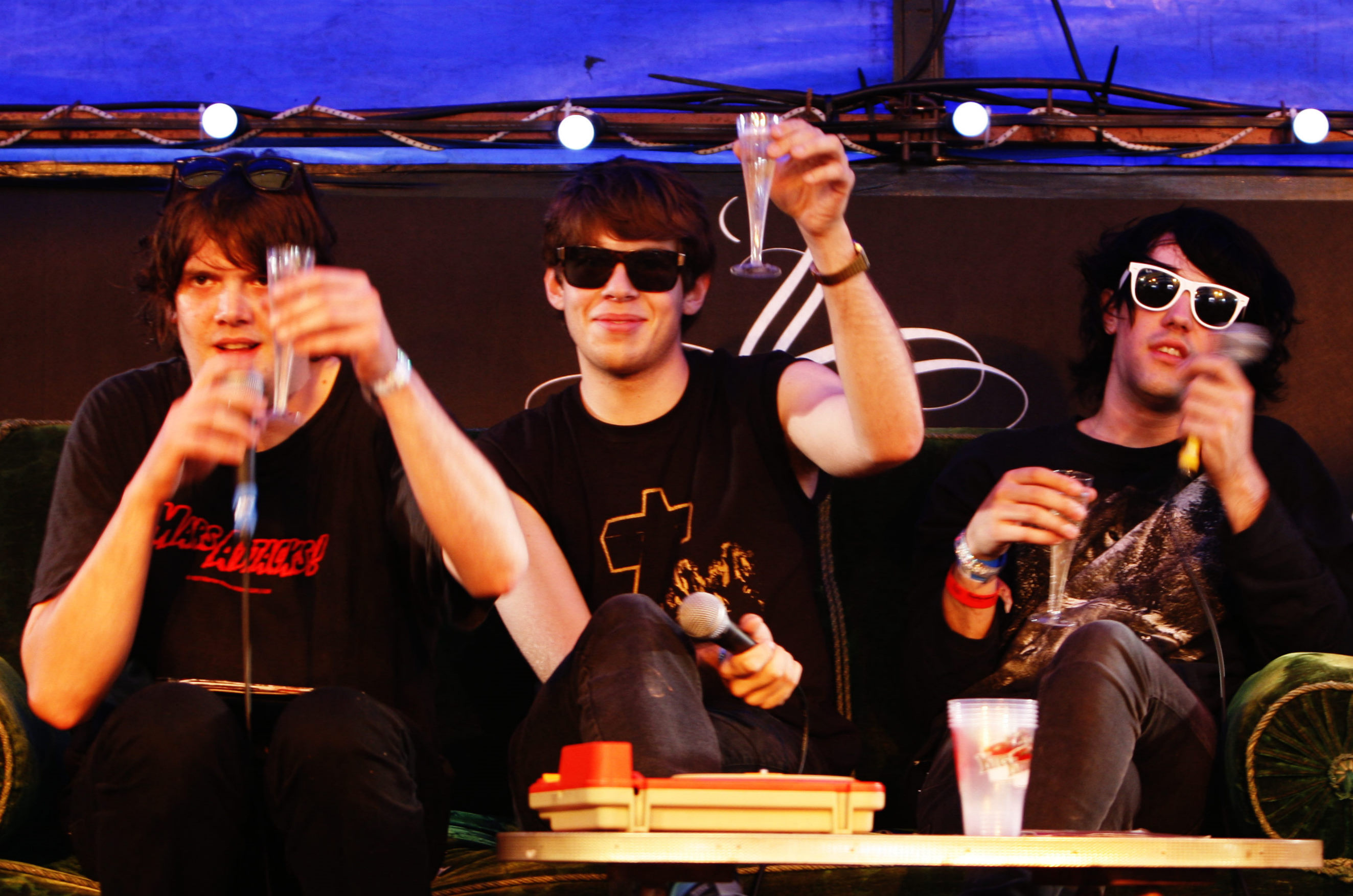
Klaxons, guanyadors el 2007

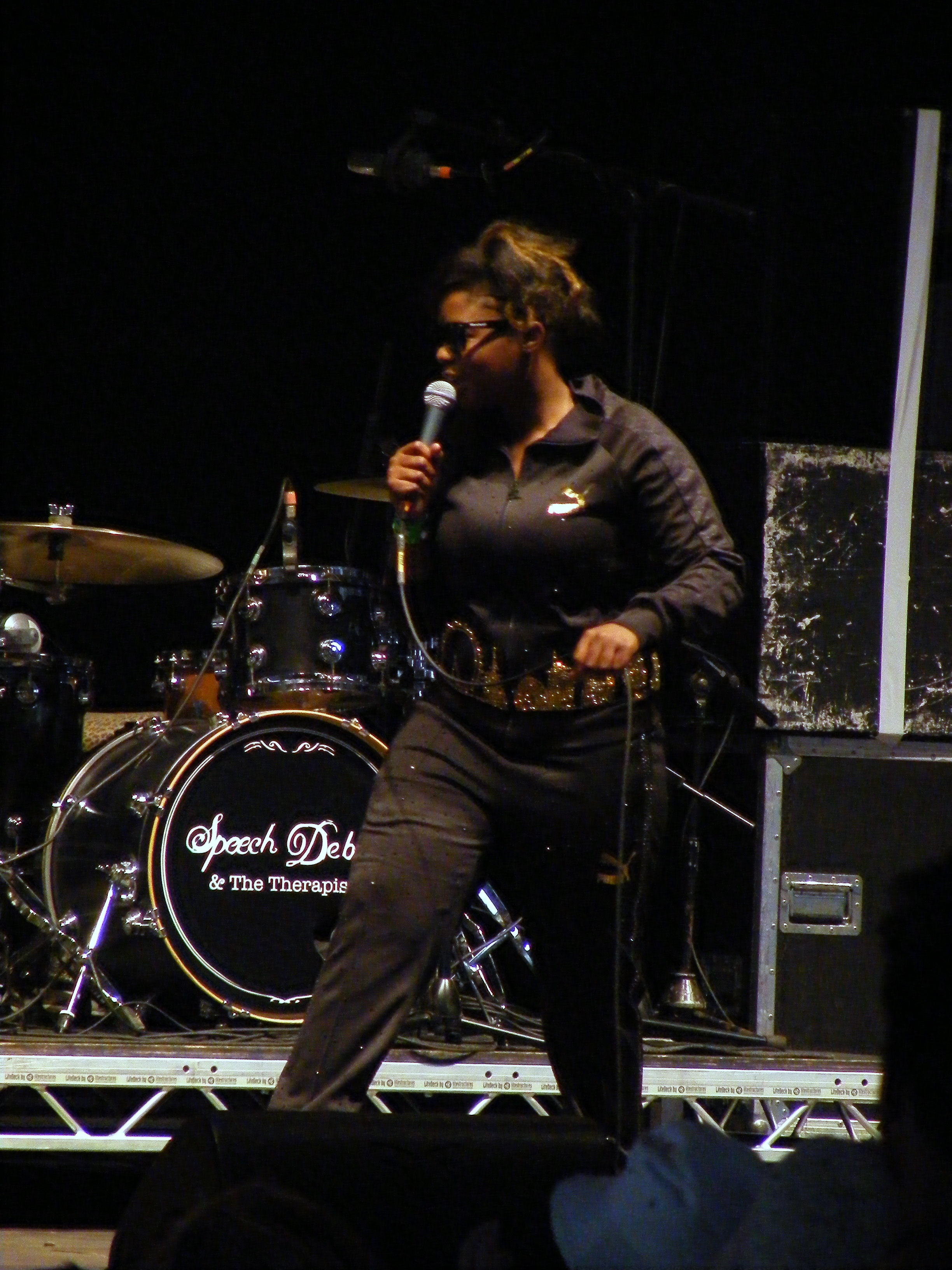
Speech Debelle, guanyadora el 2009

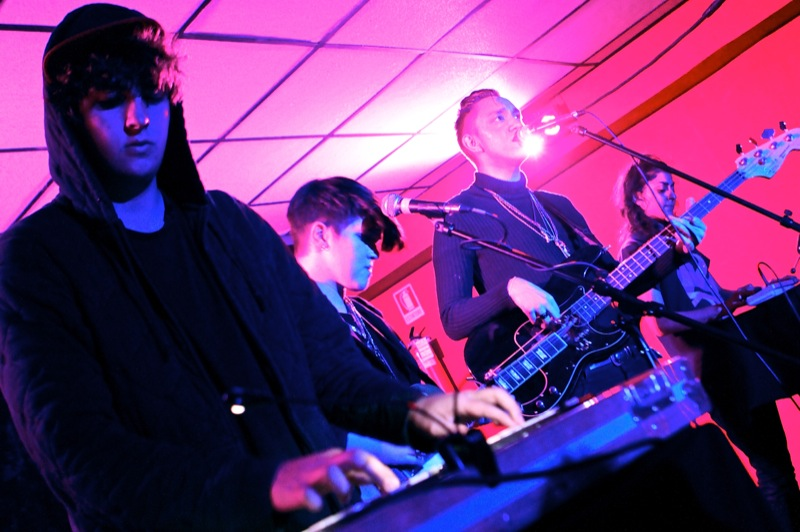
The xx, guanyadors el 2010

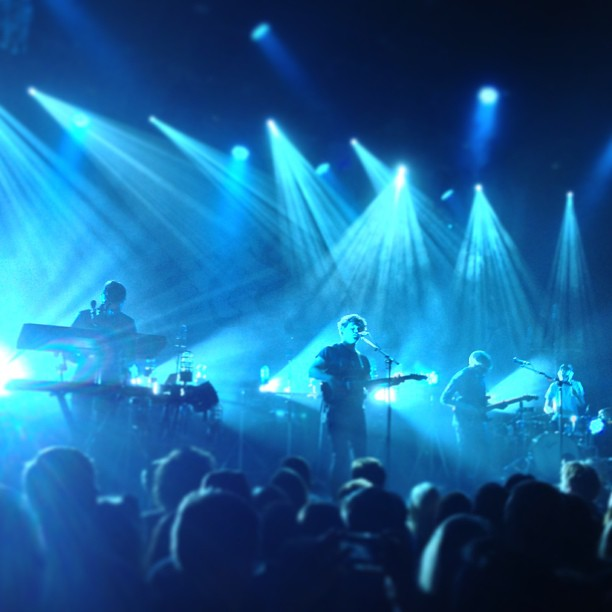
Alt-J, guanyadors el 2012

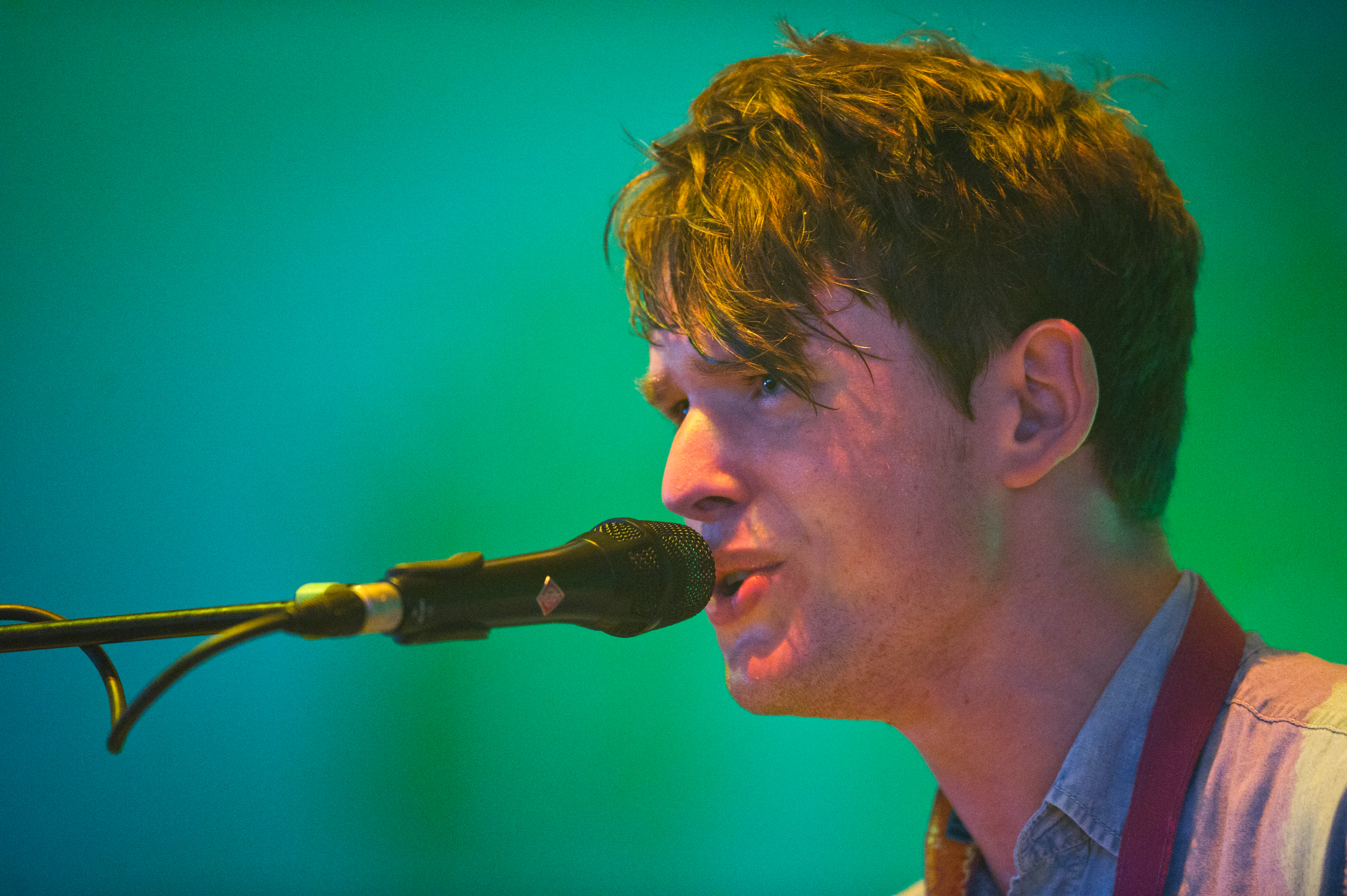
James Blake, guanyador el 2013

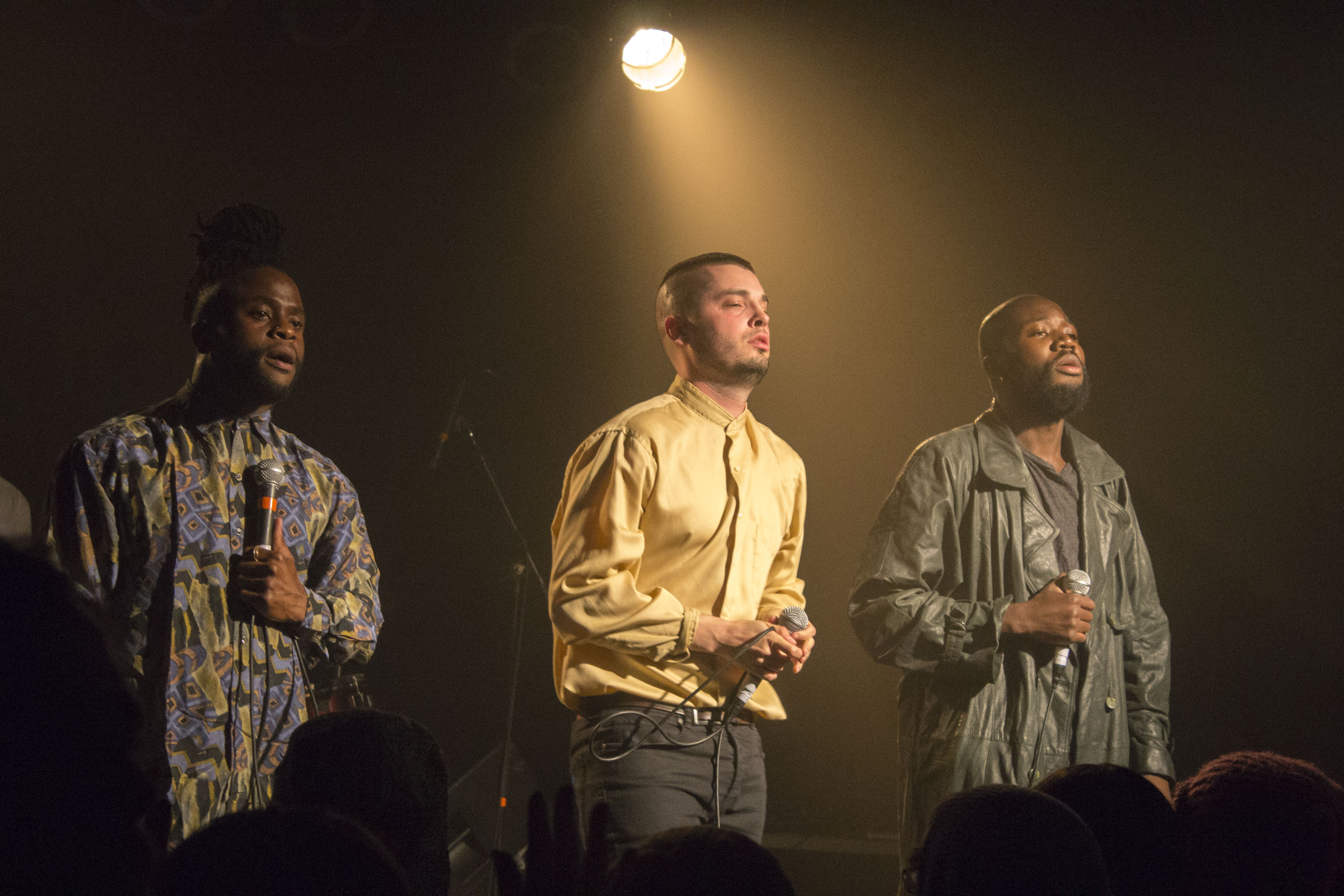
Young Fathers, guanyadors el 2014.

| 1992 | Primal Scream – Screamadelica                                  | - Barry Adamson – Soul Murder - Jah Wobble – Rising Above Bedlam - The Jesus and Mary Chain – Honey's Dead - Bheki Mseleku – Celebration - Saint Etienne – Foxbase Alpha - Simply Red – Stars - U2 – Achtung Baby - John Tavener & Steven Isserlis –The Protecting Veil - Young Disciples – Road to Freedom | [ 3 ]  |
| 1993 | Suede – Suede                                                  | - Apache Indian – No Reservations - The Auteurs – New Wave - Gavin Bryars – Jesus' Blood Never Failed Me Yet - Dina Carroll – So Close - PJ Harvey – Rid of Me - New Order – Republic - Stereo MCs – Connected - Sting – Ten Summoner's Tales - Stan Tracey – Portraits Plus | [ 4 ]  |
| 1994 | M People – Elegant Slumming                                    | - Blur – Parklife - Ian McNabb – Head Like A Rock - Shara Nelson – What Silence Knows - Michael Nyman – The Piano Concerto and MGV - The Prodigy – Music for the Jilted Generation - Pulp – His 'n' Hers - Take That – Everything Changes - Therapy? – Troublegum - Paul Weller – Wild Wood | [ 5 ]  |
| 1995 | Portishead – Dummy                                             | - Guy Barker – Into the Blue - Elastica – Elastica - PJ Harvey – To Bring You My Love - Leftfield – Leftism - James MacMillan – Seven Last Words from the Cross - Van Morrison – Days Like This - Oasis – Definitely Maybe - Supergrass – I Should Coco - Tricky – Maxinquaye | [ 6 ]  |
| 1996 | Pulp – Different Class                                         | - Artists for War Child – Help - Black Grape – It's Great When You're Straight... Yeah - Peter Maxwell Davies/Orquesta Filarmónica de la BBC – The Beltane Fire / Caroline Mathilde - Manic Street Preachers – Everything Must Go - Mark Morrison – Return of the Mack - Oasis – (What's the Story) Morning Glory? - Courtney Pine – Modern Day Jazz Stories - Underworld – Second Toughest in the Infants - Norma Waterson – Norma Waterson | [ 7 ]  |
| 1997 | Roni Size/Reprazent – New Forms                                | - The Chemical Brothers – Dig Your Own Hole - Beth Orton – Trailer Park - Primal Scream – Vanishing Point - The Prodigy – The Fat of the Land - Radiohead – OK Computer - Spice Girls – Spice - Suede – Coming Up - John Tavener – Svyati - Mark-Anthony Turnage – Your Rockaby | [ 6 ]  |
| 1998 | Gomez – Bring It On                                            | - 4hero – Two Pages - Asian Dub Foundation – Rafi's Revenge - Eliza Carthy – Red Rice - Catatonia – International Velvet - Cornershop – When I Was Born for the 7th Time - Massive Attack – Mezzanine - Propellerheads – Decksandrumsandrockandroll - Pulp – This Is Hardcore - John Surman – Proverbs & Songs - The Verve – Urban Hymns - Robbie Williams – Life thru a Lens                                                                | [ 6 ]  |
| 1999 | Talvin Singh – Ok                                              | - Thomas Adès – Asyla - Denys Baptiste – Be Where You Are - Black Star Liner – Bengali Bantam Youth Experience! - Blur – 13 - The Chemical Brothers – Surrender - Faithless – Sunday 8PM - Manic Street Preachers – This Is My Truth Tell Me Yours - Beth Orton – Central Reservation - Kate Rusby – Sleepless - Stereophonics – Performance and Cocktails - Underworld – Beaucoup Fish                                                      | [ 8 ]  |
| 2000 | Badly Drawn Boy – The Hour of Bewilderbeast                    | - Richard Ashcroft – Alone with Everybody - Coldplay – Parachutes - M. J. Cole – Sincere - Death in Vegas – The Contino Sessions - The Delgados – The Great Eastern - Doves – Lost Souls - Helicopter Girl – How to Steal the World - Leftfield – Rhythm and Stealth - Nicholas Maw – Violin Concerto - Nitin Sawhney – Beyond Skin - Kathryn Williams – Little Black Numbers                                                                |        |
| 2001 | PJ Harvey – Stories from the City, Stories from the Sea        | - Basement Jaxx – Rooty - Elbow – Asleep in the Back - Goldfrapp – Felt Mountain - Gorillaz – Gorillaz (nomination withdrawn at the request of the band) - Ed Harcourt – Here Be Monsters - Tom McRae – Tom McRae - Radiohead – Amnesiac - Susheela Raman – Salt Rain - Super Furry Animals – Rings Around the World - Turin Brakes – The Optimist LP - Zero 7 – Simple Things                                                               | [ 10 ] |
| 2002 | Ms. Dynamite – A Little Deeper                                 | - Guy Barker – Soundtrack - The Bees – Sunshine Hit Me - David Bowie – Heathen - The Coral – The Coral - Doves – The Last Broadcast - The Electric Soft Parade – Holes in the Wall - Gemma Hayes – Night on My Side - Beverley Knight – Who I Am - Roots Manuva – Run Come Save Me - Joanna MacGregor – Play - The Streets – Original Pirate Material                                                                                        | [ 11 ] |
| 2003 | Dizzee Rascal – Boy in da Corner                               | - Athlete – Vehicles and Animals - Eliza Carthy – Anglicana - Coldplay – A Rush of Blood to the Head - The Darkness – Permission to Land - Floetry – Floetic - Soweto Kinch – Conversations with the Unseen - Lemon Jelly – Lost Horizons - The Thrills – So Much for the City - Martina Topley-Bird – Quixotic - Radiohead – Hail to the Thief - Terri Walker – Untitled                                                                    | [ 12 ] |
| 2004 | Franz Ferdinand – Franz Ferdinand                              | - Basement Jaxx – Kish Kash - Belle & Sebastian – Dear Catastrophe Waitress - Jamelia – Thank You - Keane – Hopes and Fears - Snow Patrol – Final Straw - Joss Stone – The Soul Sessions - The Streets – A Grand Don't Come for Free - Ty – Upwards - Amy Winehouse – Frank - Robert Wyatt – Cuckooland - The Zutons – Who Killed...... The Zutons?                                                                                          | [ 13 ] |
| 2005 | Antony and the Johnsons – I Am a Bird Now                      | - Bloc Party – Silent Alarm - Coldplay – X&Y - Hard-Fi – Stars of CCTV - Kaiser Chiefs – Employment - KT Tunstall – Eye to the Telescope - M.I.A. – Arular - Maxïmo Park – A Certain Trigger - Polar Bear – Held on the Tips of Fingers - Seth Lakeman – Kitty Jay - The Go! Team – Thunder, Lightning, Strike - The Magic Numbers – The Magic Numbers                                                                                       |        |
| 2006 | Arctic Monkeys – Whatever People Say I Am, That's What I'm Not | - Isobel Campbell and Mark Lanegan – Ballad of the Broken Seas - Editors – The Back Room - Guillemots – Through the Windowpane - Richard Hawley – Coles Corner - Hot Chip – The Warning - Muse – Black Holes & Revelations - Zoe Rahman – Melting Pot - Lou Rhodes – Beloved One - Scritti Politti – White Bread Black Beer - Sway – This Is My Demo - Thom Yorke – The Eraser                                                               | [ 14 ] |
| 2007 | Klaxons – Myths of the Near Future                             | - Arctic Monkeys – Favourite Worst Nightmare - Basquiat Strings con Seb Rochford – Basquiat Strings - Bat for Lashes – Fur and Gold - Dizzee Rascal – Maths + English - Maps – We Can Create - New Young Pony Club – Fantastic Playroom - Fionn Regan – The End of History - Jamie T – Panic Prevention - The View – Hats Off to the Buskers - Amy Winehouse – Back to Black - Young Knives – Voices of Animals and Men                      | [ 15 ] |
| 2008 | Elbow – The Seldom Seen Kid                                    | - Adele – 19 - British Sea Power – Do You Like Rock Music? - Burial – Untrue - Estelle – Shine - The Last Shadow Puppets – The Age of the Understatement - Laura Marling – Alas, I Cannot Swim - Neon Neon – Stainless Style - Robert Plant & Alison Krauss – Raising Sand - Portico Quartet – Knee Deep In The North Sea - Radiohead – In Rainbows - Rachel Unthank and the Winterset – The Bairns                                          | [ 16 ] |
| 2009 | Speech Debelle – Speech Therapy                                | - Bat for Lashes – Two Suns - Florence and the Machine – Lungs - Friendly Fires – Friendly Fires - Glasvegas – Glasvegas - Lisa Hannigan – Sea Sew - The Horrors – Primary Colours - The Invisible – The Invisible - Kasabian – West Ryder Pauper Lunatic Asylum - La Roux – La Roux - Led Bib – Sensible Shoes - Sweet Billy Pilgrim – Twice Born Men                                                                                       | [ 17 ] |
| 2010 | The xx – xx                                                    | - Biffy Clyro – Only Revolutions - Corinne Bailey Rae – The Sea - Dizzee Rascal – Tongue n' Cheek - Foals – Total Life Forever - I Am Kloot – Sky at Night - Kit Downes Trio – Golden - Laura Marling – I Speak Because I Can - Mumford & Sons – Sigh No More - Paul Weller – Wake Up the Nation - Villagers – Becoming a Jackal - Wild Beasts – Two Dancers                                                                                 | [ 18 ] |
| 2011 | PJ Harvey – Let England Shake                                  | - Adele – 21 - Anna Calvi – Anna Calvi - Elbow – Build a Rocket Boys! - Everything Everything – Man Alive - Ghostpoet – Peanut Butter Blues & Melancholy Jam - Gwilym Simcock – Good Days at Schloss Elmau - James Blake – James Blake - Katy B – On a Mission - King Creosote & Jon Hopkins – Diamond Mine - Metronomy – The English Riviera - Tinie Tempah – Disc-Overy                                                                    | [ 19 ] |
| 2012 | Alt-J – An Awesome Wave                                        | - Ben Howard – Every Kingdom - Django Django – Django Django - Field Music – Plumb - Jessie Ware – Devotion - Lianne La Havas – Is Your Love Big Enough - Michael Kiwanuka – Home Again - Plan B – Ill Manors - Richard Hawley – Standing at the Sky's Edge - Roller Trio – Roller Trio - Sam Lee – Ground of Its Own - The Maccabees – Given to the Wild                                                                                    | [ 20 ] |
| 2013 | James Blake – Overgrown                                        | - Arctic Monkeys – AM - David Bowie – The Next Day - Disclosure – Settle - Foals – Holy Fire - Jake Bugg – Jake Bugg - Jon Hopkins – Immunity - Laura Marling – Once I Was an Eagle - Laura Mvula – Sing to the Moon - Rudimental – Home - Savages – Silence Yourself - Villagers – Awayland | [ 21 ] |
| 2014 | Young Fathers – Dead                                           | - Anna Calvi – One Breath - Bombay Bicycle Club – So Long, See You Tomorrow - Damon Albarn – Everyday Robots - East India Youth – Total Strife Forever - FKA twigs – LP1 - GoGo Penguin – V2.0 - Jungle – Jungle - Kate Tempest – Everybody Down - Nick Mulvey – First Mind - Polar Bear – In Each and Every One - Royal Blood – Royal Blood                                                                                                 | [ 22 ] |

## Controvèrsies
Aquest guardó té fama d'atorgar-se a candidats sorpresa més que als favorits.
Els guanyadors el 1994 van ser M People, una decisió controvertida quan es considera que la preselecció de candidats va incloure àlbums de Paul Weller, Blur, Pulp i The Prodigy.
Altres periodistes musicals que havien participat com a crítics van dir que el premi de 2005 no hauria d'haver estat per a Antony and the Johnsons perquè són un grup amb base als Estats Units, encara que van néixer al Regne Unit. El 2006 l'àlbum de Mark Lanegan i Isobel Campbell, Ballad of the Broken Seas va ser inclòs en la preselecció de candidats, encara que Lanegan no és britànic, i diversos membres dels Guillemots, que van ser candidats en 2006, procedien de Brasil i el Canadà.
La presència d'enregistraments de música clàssica, música folklòrica i jazz ha estat citada per alguns com a anòmala, exposant que comparar aquests enregistraments amb altres candidats pot ser injust. Els candidats clàssics han inclòs John Tavener, Peter Maxwell Davies, Gavin Bryars i Nicholas Maw. Cap ha guanyat, i no hi ha hagut un àlbum clàssic en la preselecció de candidats des de 2002.